# Moto Esporte Clube (Mato Grosso)
Moto Esporte Clube foi uma agremiação esportiva da cidade de Cuiabá, Mato Grosso.

## História
O clube disputou o Campeonato Mato-Grossense de Futebol em 1949 e 1950. O clube disputou também o Torneio Municipal de Cuiabá de 1949.

## Estatísticas

### Participações
| Competição  | Competição                | Temporadas | Melhor campanha    | Estreia | Última | P | R |
| Mato Grosso | Campeonato Mato-Grossense | 2          | 3º colocado (1949) | 1949    | 1950   | – | – |